# 聖母大聖堂 (アントウェルペン)
聖母大聖堂（せいぼだいせいどう、蘭: Onze-Lieve-Vrouwekathedraal）は、ベルギーのアントウェルペンにある、ローマ・カトリック教会の教会（司教座聖堂）。

## 名称について
アントウェルペンを含む現在のベルギー北部（フランデレン地域）は、フラマン語（オランダ語系）圏である。しかしながら、歴史的にフランス語が公用語として用いられた経緯（言語戦争#ベルギー）から、「ノートルダム大聖堂」が用いられることも多い。そのため、日本語文献でも「聖母（マリア）大聖堂」「ノートルダム大聖堂」あるいは地名を冠して「アントワープ（の）大聖堂」等の表記の揺れがある。
本項目では、フランダース政府観光局が日本語訳の「聖母大聖堂」を採用していることから、以下「聖母大聖堂」表記を原則として記述する。
各言語での表記は以下の通りで、いずれも「我らが貴婦人の聖堂」すなわち聖母マリアに献堂されたことを意味する。
- オランダ語
  - Onze-Lieve-Vrouwekathedraal
- フランス語
  - Cathédrale Notre-Dame
- ドイツ語
  - Liebfrauenkathedrale
- 英語
  - Cathedral of Our Lady

## 概要
世界遺産：ベルギーとフランスの鐘楼群を構成する建築物のひとつ。アントウェルペン市内では、市庁舎と共に登録されている。
ピーテル・パウル・ルーベンスによる『降架』を題材にした三連祭壇画で知られる。さらに日本では、同名小説を原作としたアニメーション作品『フランダースの犬』により、主人公の少年が観賞を熱望した絵画及び教会として有名になった。

## 歴史

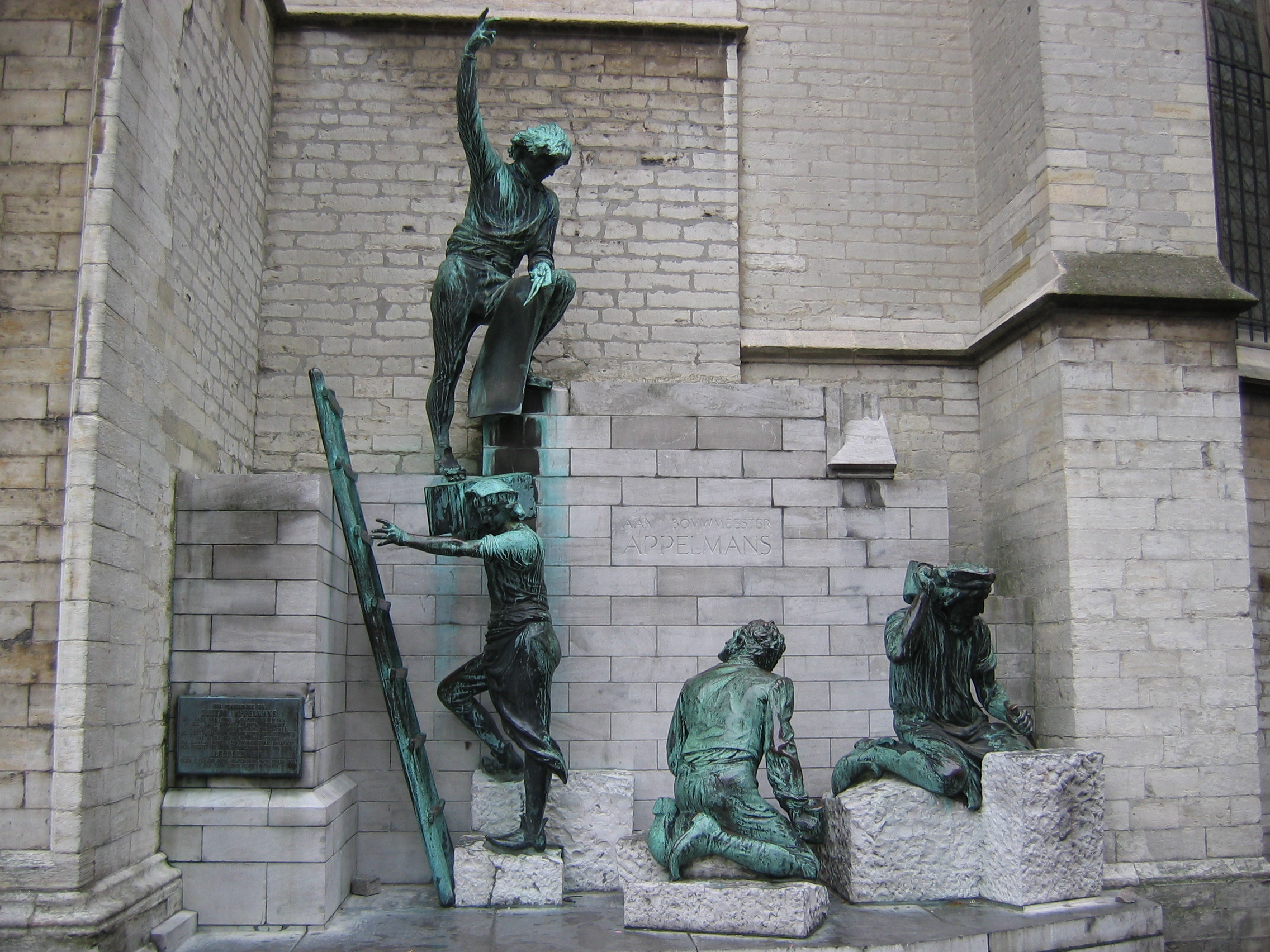
大聖堂建設に携わった建築家、ペーター・アッペルマンの功績を称える記念像が、第2の塔の下に設置されている。

12世紀の聖堂を前身とし、1352年にゴシック様式で建設が開始された。ジャン・アッペルマンとペーター・アッペルマン父子により、徐々に建設が進んだ後、1472年から1500年にかけヘルマン・デ・ワーゲマーケレの設計により二つの側廊が完成した。ヘルマンの息子ドミーンが、アントウェルペンの経済発展を背景に、建築を一挙に進めた。
1518年に完成した尖塔（北塔）は123mあり、ブルッヘの聖母教会の122mを超え、ネーデルラント（低地地方）における最も高い建築物となった。1521年に、南塔を除き、完成した。神聖ローマ皇帝カール5世（ブルゴーニュ公位を継承、兼スペイン王）は、1521年に尖塔を見て「一つの王国に値する」と称賛した。アントウェルペンの発展を象徴する建築物として、絵画の背景にも描かれた。
1533年に火災により被害を受けた。1559年にアントウェルペン教区の設立により、司教座聖堂となる。しかし、1566年にはゴイセン（ネーデルラント17州におけるカルヴァン派）の聖像破壊運動により、美術品が破壊された。
17世紀初頭、ピーテル・パウル・ルーベンスがアントウェルペンに戻ると、アルブレヒト大公とイザベラ大公妃の宮廷画家となり、多数の祭壇画を制作した。本聖堂に納められた『キリストの昇架』、そして『キリストの降架』や『聖母被昇天』がこの時期の作品である。
1801年のコンコルダートにより、司教区が再編され、司教座を失った。1961年に、アントウェルペン司教区が再設立されたことを受け、再び司教座聖堂となった。
1872年に、英国出身の女性作家ウィーダが『フランダースの犬』を出版した。作中には、本聖堂とルーベンス作品がモチーフとして登場する。2003年になって、聖堂前に記念碑が立てられ、さらに2017年に新たな記念碑が建立されている（フランダースの犬の項を参照）。

## 美術品
以下のルーベンス作品の他、美術家ヤン・ファーブルによる彫刻作品『十字架をもつ男』なども置かれている。
- 『キリストの昇架』1610-11年
- 『キリストの降架』1611-14年
- 『聖母被昇天』1624-26年

### 外観

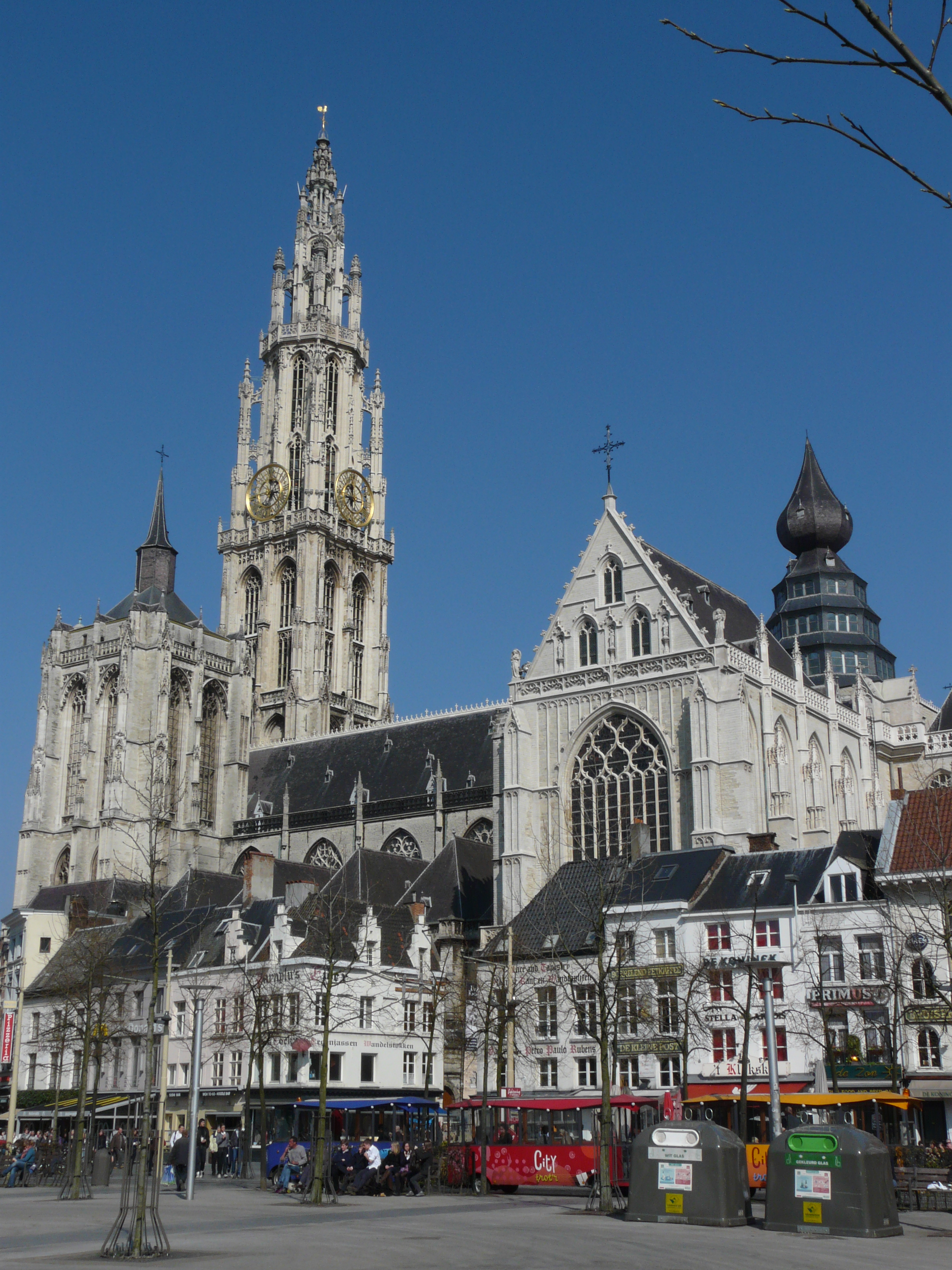

### 内部

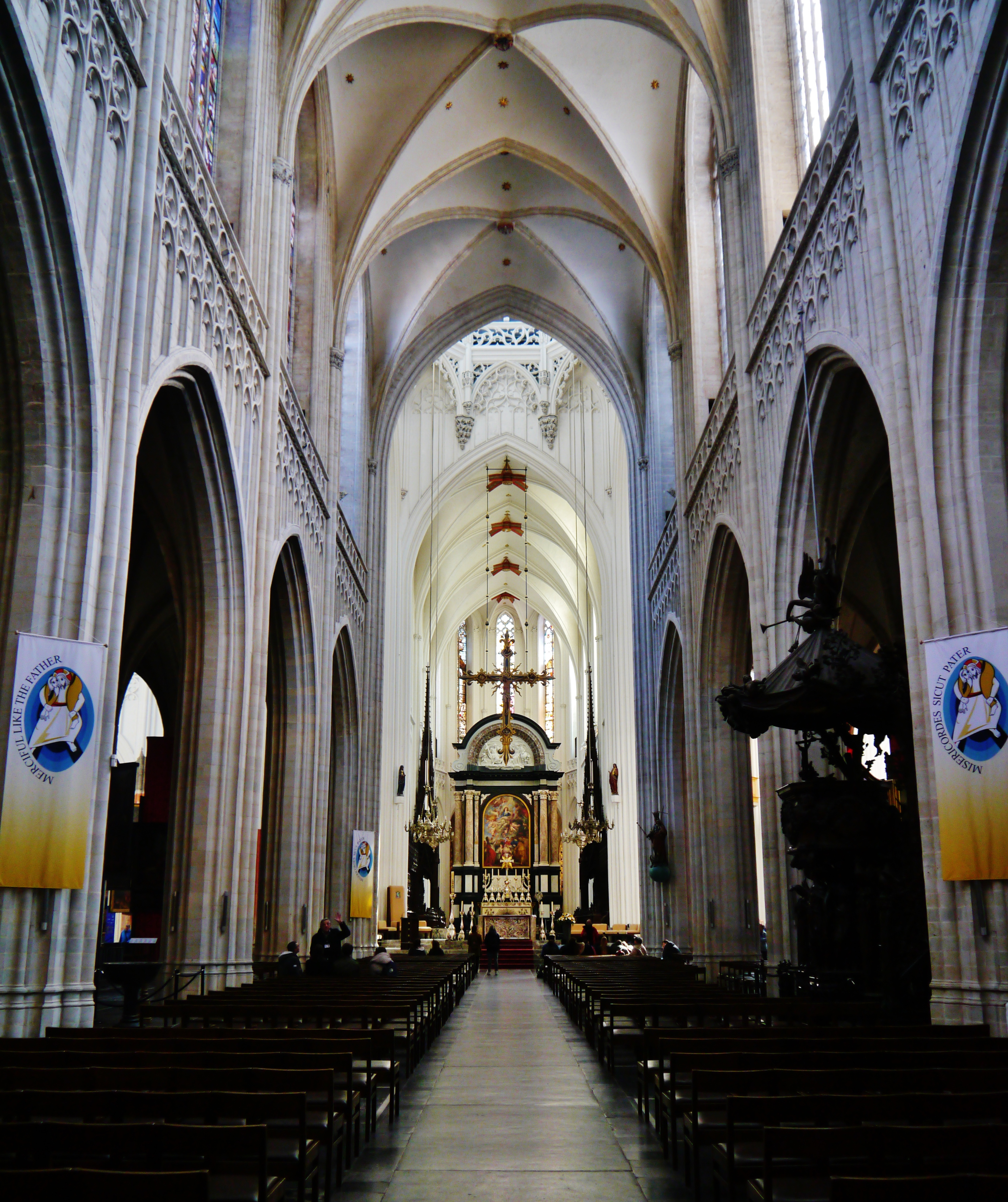

## ギャラリー

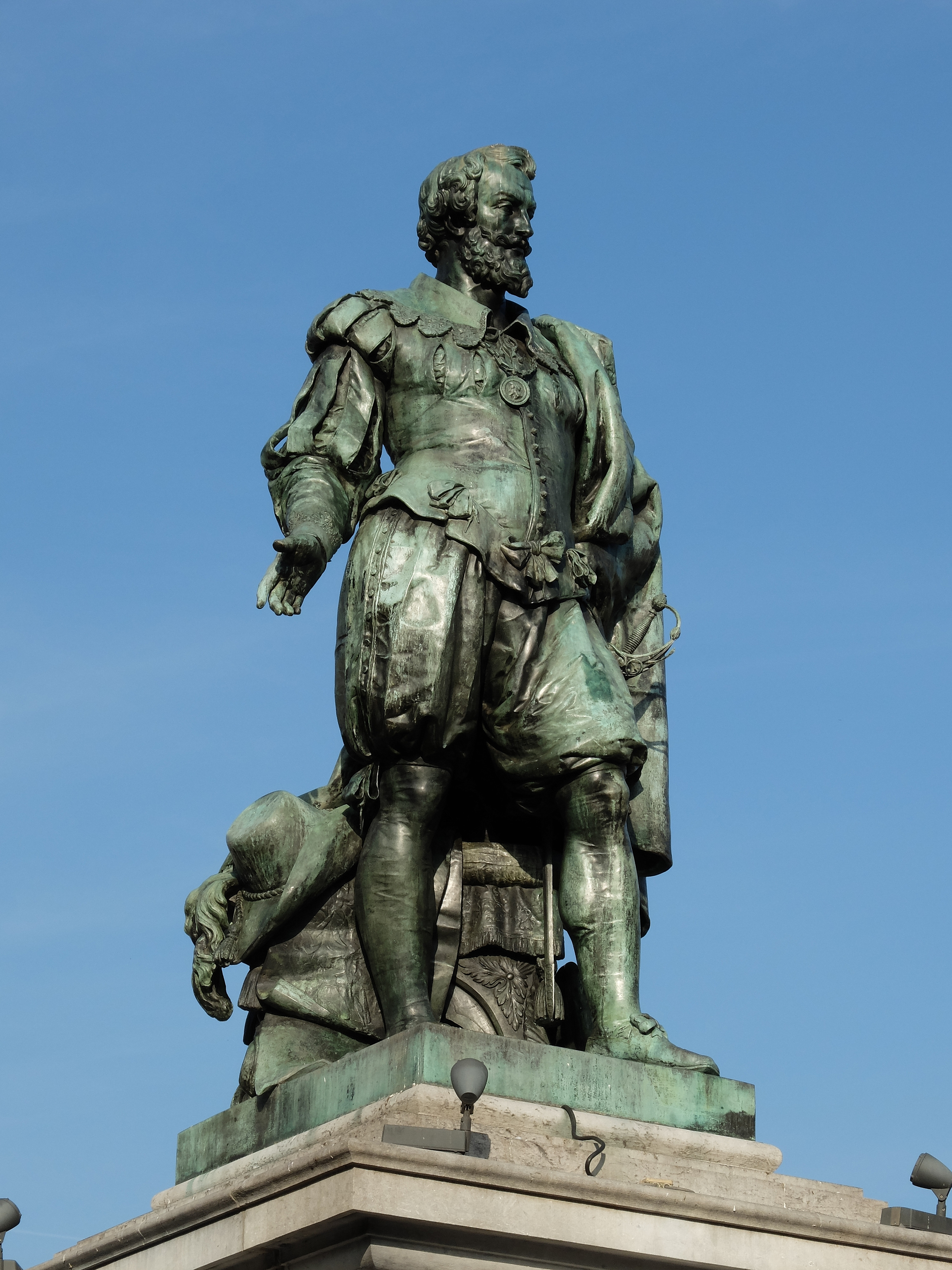
大聖堂のそばにあるフルン広場 (:nl:Groenplaats) には、ルーベンス像が設置されている。

### 美術品

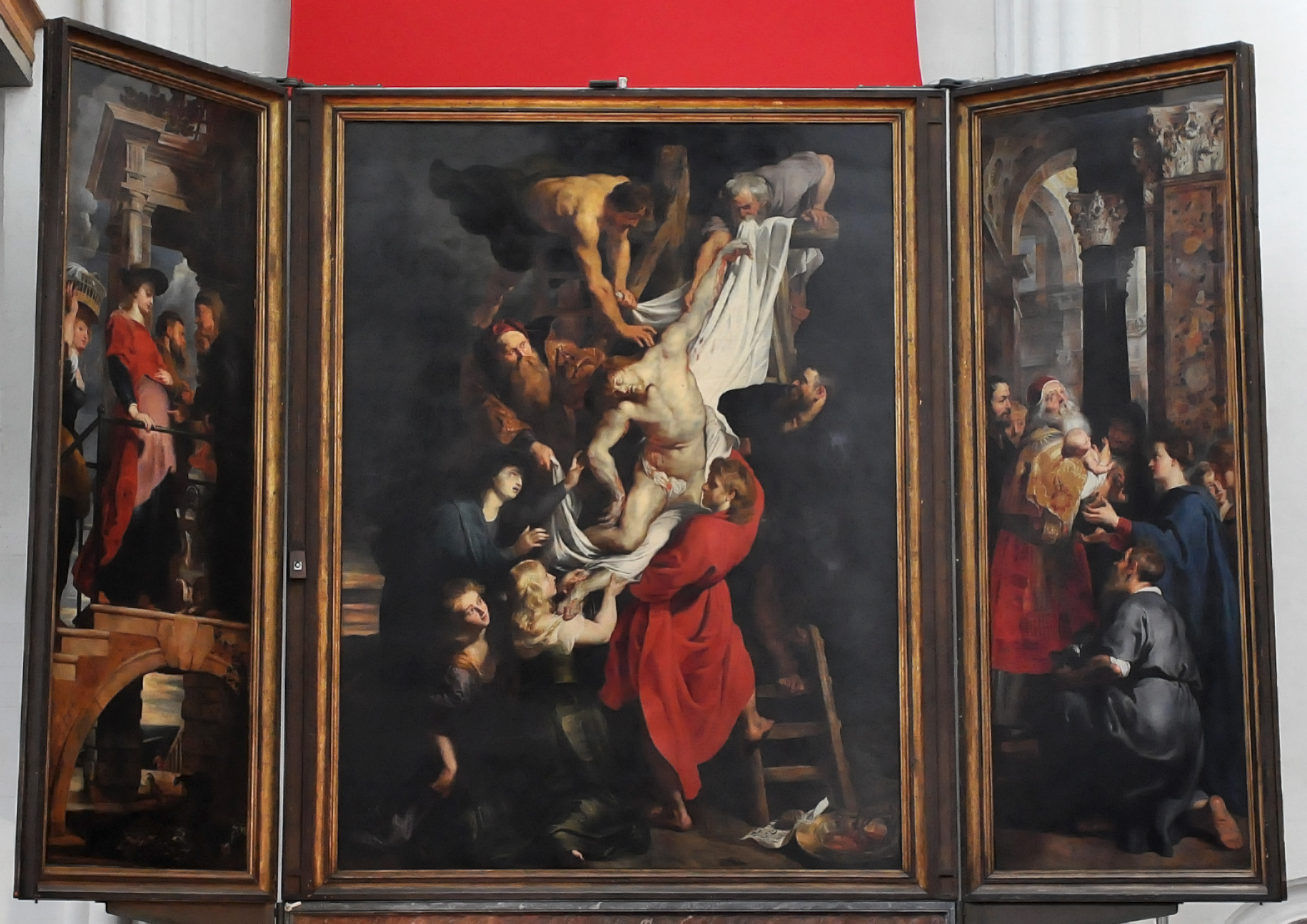
キリストの降架（ルーベンス）
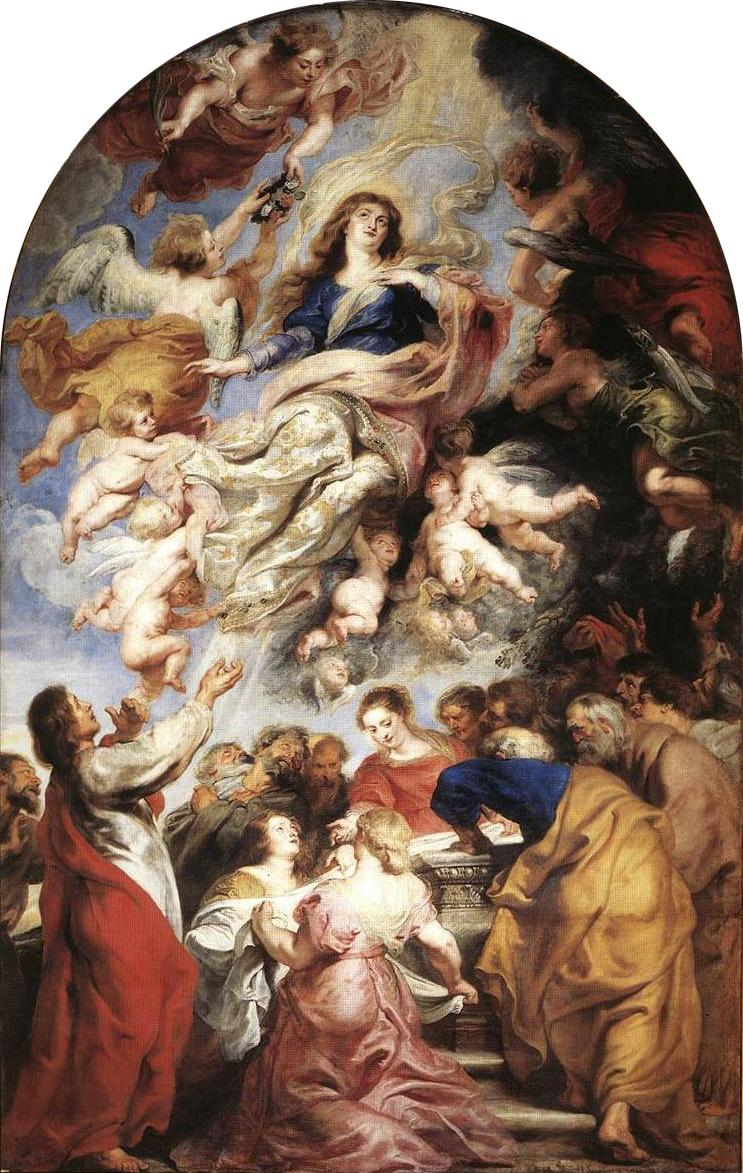
聖母被昇天（ルーベンス）
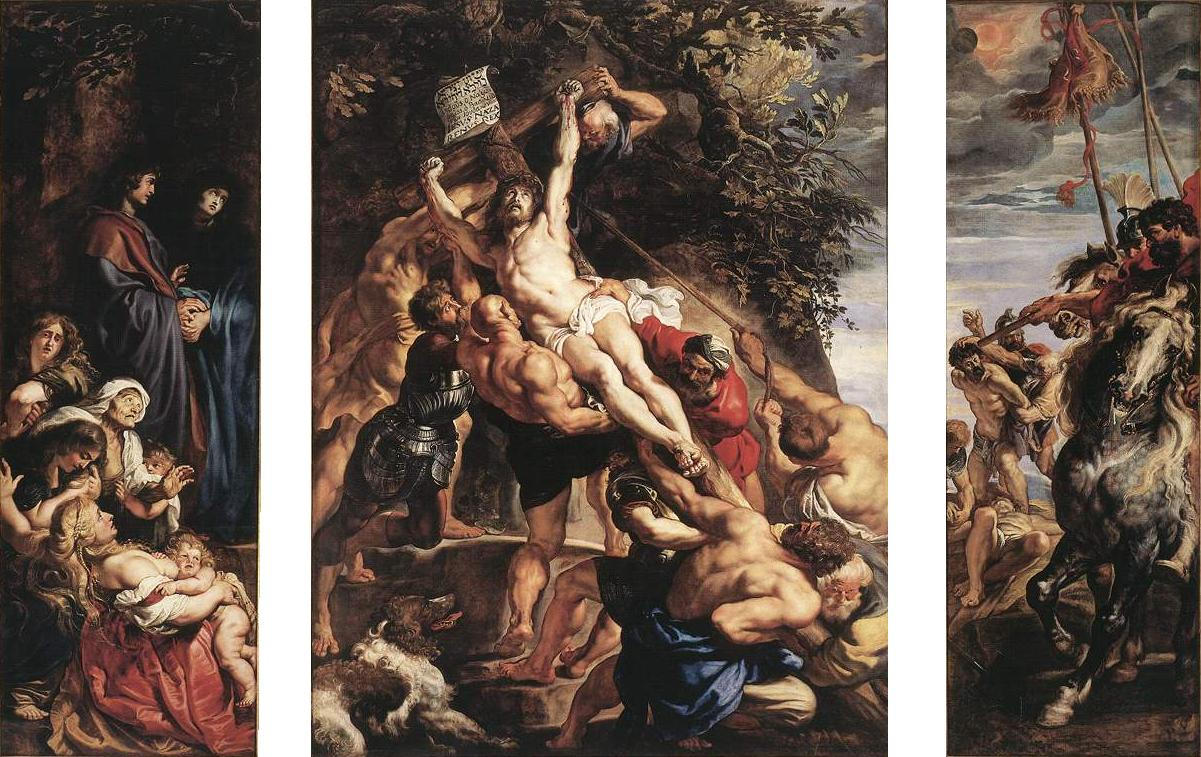
キリストの昇架（ルーベンス）

## 周辺
- ルーベンスの家[10]
- アントウェルペン中央駅[11]
- ステーン城（英語版）[11]